# Унятицька сільська рада
Унятицька сільська рада — орган місцевого самоврядування у Дрогобицькому районі Львівської області з адміністративним центром у с. Унятичі.

## Загальні відомості
Історична дата утворення: в 1994 році. Водоймища на території, підпорядкованій даній раді: річка Бар.

## Історія
Львівська обласна рада рішенням від 7 жовтня 2008 року у Дрогобицькому районі уточнила назву Унятичівської сільради на Унятицьку.

## Населені пункти
Сільській раді підпорядковані населені пункти:
- с. Унятичі

## Склад ради
Рада складається з 16 депутатів та голови.